# 矮非洲脂鯉屬
矮非洲脂鯉屬為輻鰭魚綱脂鯉目脂鯉亞目鮭脂鯉科的其中一属。

## 下属物种
- 安氏矮非洲脂鲤(Nannopetersius ansorgii)
- 蘭氏矮非洲脂鯉(Nannopetersius lamberti)
- 馬氏矮非洲脂鯉(Nannopetersius mutambuei)

## 扩展阅读
維基物種上的相關：矮非洲脂鯉屬